# Marcela Zacarías
Marcela Zacarías (* 26. März 1994 in San Luis Potosí) ist eine mexikanische Tennisspielerin.

## Karriere
Zacarías, die mit sieben Jahren das Tennisspielen begann, bevorzugt Hartplätze. Sie spielt hauptsächlich auf dem ITF Women’s Circuit, auf dem sie bisher 17 Turniersiege im Einzel und 28 im Doppel errungen hat.
Ihr erstes Profiturnier spielte Zacarías im September 2008 in Celaya. Anschließend trat sie bis 2011 nur sporadisch bei Profiturnieren an, erreichte aber zweimal ein Viertelfinale bei einem mit 10.000 US-Dollar dotierten Turnier und erkämpfte sich so ihre ersten Weltranglistenpunkte.
2012 spielte sie ihre ersten Turniere auf der WTA Tour. Sie erhielt im Februar eine Wildcard für die Qualifikation zu den Whirlpool Monterrey Open, wo sie Sun Shengnan mit 2:6 und 6:73 unterlag. Eine Woche später bei den Abierto Mexicano Telcel konnte sie in der Qualifikation ihr erstes Spiel auf der WTA Tour gewinnen. Sie schlug Aravane Rezaï mit 6:2, 3:6 und 6:4, unterlag dann aber in der zweiten Runde Maria João Koehler mit 7:65, 4:6 und 2:6. Nach diesen beiden WTA-Turnieren wurde sie erstmals in der Weltrangliste geführt. Im Oktober gewann sie zwei Turniere in Mexiko-Stadt und stand zum Ende des Jahres erstmals unter den Top800 der Weltrangliste.
2013 erhielt sie abermals eine Wildcard für die Qualifikation zu den Abierto Mexicano Telcel in Acapulco. Sie erreichte die zweite Runde durch einen Sieg über Renata Voráčová, die beim Stand von 7:65, 4:6 und 1:4 aufgeben musste. In der zweiten Runde unterlag Zacarías dann Mariana Duque Mariño mit 2:6 und 0:6 deutlich. Mit ihrem Finalsieg beim Turnier in Metepec, dem Erreichen des Halbfinals bei dem mit 25.000 US-Dollar dotierten Turnier in Poza Rica und weiteren guten Ergebnissen im ersten Halbjahr stand sie Mitte 2013 erstmals unter den Top 400 der Weltrangliste.
2014 erhielt sie bei den Abierto Mexicano Telcel in Acapulco erstmals eine Wildcard für das Hauptfeld des Einzelwettbewerbs eines WTA-Turniers. Sie konnte diese aber nicht nutzen und unterlag bereits in der ersten Runde Julia Görges mit 0:6 und 1:6. Auch für die Monterrey Open 2014 erhielt sie eine Wildcard für das Hauptfeld, wo sie Aleksandra Wozniak in der ersten Runde in drei Sätzen mit 6:3, 0:6 und 1:6 unterlag. Mit guten Ergebnissen in der zweiten Jahreshälfte auf dem ITF Women’s Circuit konnte sie ihre Position unter den Top400 der Weltrangliste behaupten.
Ihr bis dato größter Erfolg gelang Zacarías zu Beginn des Jahres 2015, als sie das mit 25.000 US-Dollar dotierte ITF-Turnier in Cuernavaca gewinnen konnte. Dabei schlug sie mit Mariana Duque Mariño im Viertelfinale erstmals eine Spielerin der Top200. Das Finale gewann sie mit 6:3 und 6:2 gegen Nina Stojanović und wurde anschließend erstmals unter den Top300 der Einzelweltrangliste geführt. Bei den anschließenden WTA-Turnieren von Acapulco, Monterrey und Bogotá unterlag sie jeweils in der ersten Runde. Im August 2015 trat sie erstmals bei einem Grand-Slam-Turnier an. In der Qualifikation zu den US Open 2015 gewann sie ihr Erstrundenmatch gegen Richèl Hogenkamp mit 5:7, 6:2 und 6:3, ehe sie in der zweiten Runde gegen Ysaline Bonaventure ebenfalls in drei Sätzen mit 5:7, 6:4 und 4:6 verlor. Nach zwei Finalteilnahmen bei den jeweils mit 50.000 US-Dollar dotierten ITF-Turnieren von Monterrey und Victoria, stand Zacarías im Oktober 2015 mit Platz 181 erstmals unter den Top200 der Einzelweltrangliste.
Im Januar 2016 trat Zacarías bei der Qualifikation zu den Australian Open an, verlor aber bereits in der ersten Runde gegen Alexandra Panowa klar mit 1:6 und 1:6. Nach einer Serie von Erstrundenniederlagen konnte sie im Juli 2016 das mit 10.000 US-Dollar dotierte Turnier von Austin gewinnen. Bei nur vier weiteren Turnieren in der zweiten Jahreshälfte 2016 war Zacarías zum Jahresende nicht mehr unter den Top500 in der Einzelweltrangliste platziert.
Seit dem Jahr 2012 spielt sie für die mexikanische Fed-Cup-Mannschaft, ihre Fed-Cup-Bilanz weist bislang 19 Siege bei 9 Niederlagen aus.
In dem 2021 erschienenen Spielfilm King Richard spielt Zacarías die Rolle der Tennisspielerin Arantxa Sánchez Vicario.

## Turniersiege

### Einzel
| Nr. | Datum            | Turnier         | Kategorie   | Belag     | Finalgegnerin           | Ergebnis              |
| --- | ---------------- | --------------- | ----------- | --------- | ----------------------- | --------------------- |
| 1.  | 14. Oktober 2012 | Mexiko-Stadt    | ITF $10.000 | Hartplatz | Victoria Rodríguez      | 6:4, 6:2              |
| 2.  | 21. Oktober 2012 | Mexiko-Stadt    | ITF $10.000 | Hartplatz | Nika Kuchartschuk       | 7:5, 6:1              |
| 3.  | 17. März 2013    | Metepec         | ITF $10.000 | Hartplatz | Nicole Rottmann         | 6:1, 6:1              |
| 4.  | 11. Mai 2014     | Antalya         | ITF $10.000 | Hartplatz | Aljona Sotnykowa        | 6:3, Aufgabe          |
| 5.  | 15. Juni 2014    | Coatzacoalcos   | ITF $10.000 | Hartplatz | Ximena Hermoso          | 6:3, 7:63             |
| 6.  | 31. August 2014  | San Luis Potosi | ITF $10.000 | Hartplatz | Lauren Embree           | 6:3, 3:6, 6:1         |
| 7.  | 22. Februar 2015 | Cuernavaca      | ITF $25.000 | Hartplatz | Nina Stojanovic         | 6:3, 6:2              |
| 8.  | 29. März 2015    | Metepec         | ITF $10.000 | Hartplatz | Maria Fernanda Alves    | 6:4, 7:5              |
| 9.  | 26. April 2015   | Guadalajara     | ITF $15.000 | Hartplatz | Victoria Rodríguez      | 4:6, 6:4, 7:5         |
| 10. | 10. Mai 2015     | Obregon         | ITF $15.000 | Hartplatz | Vojislava Lukić         | 6:4, 5:7, 2:1 Aufgabe |
| 11. | 31. Juli 2016    | Austin          | ITF $10.000 | Hartplatz | Ashley Kratzer          | 7:5, 6:4              |
| 12. | 21. April 2019   | Cancún          | ITF W15     | Hartplatz | Andrea Renee Villarreal | 6:4, 6:0              |
| 13. | 28. April 2019   | Cancún          | ITF W15     | Hartplatz | Ana Sofía Sánchez       | 6:0, 7:5              |
| 14. | 12. Mai 2019     | Cancún          | ITF W15     | Hartplatz | Dasha Kourkina          | 6:3, 6:1              |
| 15. | 19. Mai 2019     | Cancún          | ITF W15     | Hartplatz | Patricia Maria Țig      | 6:3, 6:3              |
| 16. | 8. Dezember 2019 | Cancún          | ITF W15     | Hartplatz | Aubane Droguet          | 6:2, 6:3              |
| 17. | 9. Oktober 2022  | Rancho Santa Fe | ITF W80     | Hartplatz | Katrina Scott           | 6:1, 6:2              |

### Doppel
| Nr. | Datum            | Turnier         | Kategorie   | Belag             | Partnerin                   | Finalgegnerinnen                              | Ergebnis          |
| --- | ---------------- | --------------- | ----------- | ----------------- | --------------------------- | --------------------------------------------- | ----------------- |
| 1.  | 14. Oktober 2012 | Mexiko-Stadt    | ITF $10.000 | Hartplatz         | Ximena Hermoso              | Nika Kuchartschuk Jessica Lawrence            | 6:4, 7:5          |
| 2.  | 2. Juni 2013     | El Paso         | ITF $25.000 | Hartplatz         | Adriana Pérez               | Fatma Al Nabhani Keri Wong                    | 6:3, 6:3          |
| 3.  | 27. April 2014   | Antalya         | ITF $10.000 | Hartplatz         | Victoria Rodríguez          | Camila Fuentes Szabina Szlavikovics           | 6:1, 6:1          |
| 4.  | 4. Mai 2014      | Antalya         | ITF $10.000 | Hartplatz         | Victoria Rodríguez          | Alena Fomina Lee Pei-chi                      | 6:4, 4:6, [10:5]  |
| 5.  | 11. Mai 2014     | Antalya         | ITF $10.000 | Hartplatz         | Victoria Rodríguez          | Alexa Guarachi Kate Turvy                     | 6:1, 1:6, [10:4]  |
| 6.  | 15. Juni 2014    | Coatzacoalcos   | ITF $10.000 | Hartplatz         | Camila Fuentes              | Maria Paulina Perez Garcia Paula Pérez García | 6:2, 6:2          |
| 7.  | 22. August 2014  | Rosarito        | ITF $10.000 | Hartplatz         | Victoria Rodríguez          | Alexandra Cercone Alexa Guarachi              | 6:4, 6:1          |
| 8.  | 30. August 2014  | San Luis Potosí | ITF $10.000 | Hartplatz         | Victoria Rodríguez          | Erin Clark Ayaka Okuno                        | 6:1, 5:7, [10:8]  |
| 9.  | 20. Februar 2015 | Cuernavaca      | ITF $25.000 | Hartplatz         | Victoria Rodríguez          | Alexandra Morozova Daniella Roldan            | 6:4, 6:0          |
| 10. | 21. März 2015    | Irapuato        | ITF $25.000 | Hartplatz         | Victoria Rodríguez          | Ayaka Okuno Ana Sofía Sánchez                 | 6:1, 7:5          |
| 11. | 26. April 2015   | Guadalajara     | ITF $15.000 | Hartplatz         | Laura Pigossi               | Maria Fernanda Alves Renata Zarazúa           | 6:1, 6:2          |
| 12. | 8. Mai 2015      | Obregón         | ITF $15.000 | Hartplatz         | Victoria Rodríguez          | Ana Sofía Sánchez Francesca Segarelli         | 6:3, 6:1          |
| 13. | 5. Juni 2016     | Madrid          | ITF $10.000 | Sand              | Renata Zarazúa              | Andrea Raaholt Jasmina Tinjić                 | 6:4, 6:4          |
| 14. | 23. Juni 2017    | Victoria        | ITF $15.000 | Hartplatz (Halle) | Andrea Renee Villarreal     | Frances Altick Alexa Graham                   | 7:5, 6:4          |
| 15. | 1. Dezember 2017 | Santiago        | ITF $15.000 | Sand              | Chiara Scholl               | Eugenia Ganga Melany Solange Krywoj           | 7:62, 4:6, [10:6] |
| 16. | 23. Februar 2018 | Curitiba        | ITF $25.000 | Sand              | Hsu Chieh-yu                | Audrey Albie Harmony Tan                      | 6:0, 6:3          |
| 17. | 4. August 2018   | Fort Worth      | ITF $25.000 | Hartplatz         | Hsu Chieh-yu                | Ayaka Okuno Olivia Tjandramulia               | 3:6, 7:66, [10:6] |
| 18. | 20. April 2019   | Cancún          | ITF W15     | Hartplatz         | Victoria Rodríguez          | Mathilde Armitano Yuriko Miyazaki             | 6:2, 6:0          |
| 19. | 27. April 2019   | Cancún          | ITF W15     | Hartplatz         | Andrea Renee Villarreal     | Alicia Smith Madison Westby                   | kampflos          |
| 20. | 11. Mai 2019     | Cancún          | ITF W15     | Hartplatz         | María José Portillo Ramírez | Eduarda Piai Kirsten-Andrea Weedon            | 6:2, 6:2          |
| 21. | 18. Mai 2019     | Cancún          | ITF W15     | Hartplatz         | María José Portillo Ramírez | Thaisa Grana Pedretti Eduarda Piai            | 6:3, 7:610        |
| 22. | 13. Juli 2019    | Saskatoon       | ITF W25     | Hartplatz         | Hsu Chieh-yu                | Haruka Kaji Momoko Kobori                     | 6:3, 6:2          |
| 23. | 17. August 2019  | Guayaquil       | ITF W25     | Sand              | Hsu Chieh-yu                | Emiliana Arango Katerina Stewart              | 6:4, 6:2          |
| 24. | 26. Oktober 2019 | Dallas          | ITF W25     | Hartplatz         | Olivia Tjandramulia         | Emily Appleton Jamie Loeb                     | 6:3, 6:4          |
| 25. | 7. Dezember 2019 | Cancún          | ITF W15     | Hartplatz         | Eduarda Piai                | Nika Kukharchuk Emilie Lindh                  | 2:6, 6:1, [10:7]  |
| 26. | 22. Mai 2021     | Pelham          | ITF W25     | Sand              | Fernanda Contreras Gómez    | Erina Hayashi Kanako Morisaki                 | 6:0, 6:3          |
| 27. | 30. Oktober 2021 | Tyler           | ITF W80     | Hartplatz         | Giuliana Olmos              | Misaki Doi Katarzyna Kawa                     | 7:5, 1:6, [10:5]  |
| 28. | 22. Juli 2023    | Granby          | ITF W100    | Hartplatz         | Renata Zarazúa              | Carmen Corley Ivana Corley                    | 6:3, 6:3          |